# 卡尔·比尔特
尼尔斯·丹尼尔·卡尔·比尔特（瑞典語：Nils Daniel Carl Bildt，1949年7月15日—）是瑞典的政治家，他曾任瑞典首相、外交大臣和自由保守派溫和聯合黨主席。

## 生平
卡尔·比尔特属于一个老丹麦-瑞典著名的家庭，他的高祖父吉利斯·比尔特（Gillis Bildt）在19世纪末担任过当首相。1979年被选为国会议员，并任至2001年。1986年当选温和聯合党主席。
1991年大选中击败瑞典社会民主党上台，擔任四党自由保守派联盟政府首相，1994年大选失败辞去首相职务。
辞职后他在作为前南斯拉夫问题协调人多次来波黑进行斡旋、协调解决波黑问题。1999年至2001年曾作为联合国秘书长巴尔干问题特使。
2006年10月6日，瑞典新任溫和聯合黨首相弗雷德里克·賴因費爾特組閣，任命卡爾·比爾特為外交大臣。

## 荣誉

### 外国勋章奖章
- 一等圣母玛利亚之地十字勋章（英语：Order of the Cross of Terra Mariana）（爱沙尼亚，1996年5月30日批准，1996年7月25日颁发[1]）
- 意大利共和国功绩大十字骑士勋章（義大利語：Ordine al merito della Repubblica Italiana）（意大利，2009年3月24日公布[2]）
- 一等白星勋章（英语：Order of the White Star）（爱沙尼亚，2015年2月4日批准，2016年5月13日颁发[3]）
- 二等智者雅罗斯拉夫王公勋章（乌克兰，2016年8月22日公布[4]）